# Lonchocarpus verrucosus
Lonchocarpus verrucosus är en ärtväxtart som beskrevs av Mario Sousa. Lonchocarpus verrucosus ingår i släktet Lonchocarpus och familjen ärtväxter. Inga underarter finns listade i Catalogue of Life.